# Carmen Villani
Carmen Villani (Ravarino, 21 maggio 1944) è una cantante, attrice e showgirl italiana.

## Biografia

### Gli inizi
Appassionata di musica sin da giovanissima, inizia ad esibirsi nelle balere dell'Emilia, grazie all'interessamento di uno dei suoi tre fratelli, Foliero, appassionato di jazz, mentre la sorella maggiore Renata, sarta, si occupa di confezionarle gli abiti di scena.
Nel settembre del 1959, a quindici anni, vince il Festival di Castrocaro, in cui aveva presentato la swingata Quando una ragazza (a New Orleans) di Lelio Luttazzi e Cry Me a River. Viene ingaggiata dall'etichetta discografica Bluebell Records, con la quale incide due 45 giri. Il primo, Sul banco di scuola, è un blues scritto da Giorgio Calabrese (che si firma con lo pseudonimo Screwball).
Dopo averla notata in uno spettacolo al Teatro Sociale di Busto Arsizio, Fred Buscaglione le propone di entrare nel suo gruppo, gli Asternovas. Dopo una breve esperienza al Royal Club di Napoli, la collaborazione si interrompe in seguito alla morte dell'artista torinese in un incidente d'auto. Il contratto con la Bluebell tuttavia prosegue con l'incisione di un altro singolo, Tramonto in Canada.

### I primi successi
Nel 1962 arriva la svolta con la partecipazione al film Un uomo da bruciare, diretto da Valentino Orsini e dai fratelli Taviani, in cui canta Un domani per noi, composta dal maestro Gianfranco Intra e da Federico Monti Arduini.
Con il singolo successivo contenente due cover, Brucia (Come and get it) e Potrai fidarti di me (You Can Depend on Me), in seguito ripresa anche da Fausto Leali, Carmen entra per la prima volta in classifica, e grazie a questo successo si moltiplicano le apparizioni televisive: in particolare è ospite fissa (insieme alla collega Cocky Mazzetti) di Strettamente musicale, condotto da Lelio Luttazzi, e di Il paroliere questo sconosciuto, sempre presentato da Luttazzi, con Nicola Arigliano, Fausto Cigliano e Jenny Luna.
Nel 1963 partecipa al Cantagiro con Io sono così, versione italiana di The Love of a Boy di Burt Bacharach, e la sua voce comincia a incuriosire gli addetti ai lavori per la sua grinta e le venature blues; lo stesso Bacharach vorrebbe affidarle la versione italiana di Anyone Who Had A Heart, brano che negli Stati Uniti ha avuto un grande successo nell'interpretazione di Dionne Warwick, ma la casa discografica di Carmen lascia cadere l'opzione, forse per scarso fiuto commerciale, forse per mancanza di mezzi. La canzone viene incisa da Petula Clark con il titolo Quelli che hanno un cuore.
Nel 1964 presenta Imparerò a nuotare a Un disco per l'estate e si fa ascoltare nei jukebox con Congratulazioni a te, una delle prime canzoni italiane con sonorità di musica beat.
Il 1965 avrebbe dovuto essere l'anno del suo debutto a Sanremo, in coppia con Paul Anka con la canzone La verità (scritta da Sergio Bardotti, Carlo Pes e Armando Trovajoli), ma il progetto va a monte in seguito al ritiro della RCA dalla competizione. Il disco esce lo stesso, imponendo al pubblico il personale stile della cantante, e nello stesso anno vengono pubblicati il blues Amerai solo me ed il melodico Io ca te voglio bene, canzone presentata, in abbinamento con Nunzia Greton, al 13º Festival della Canzone Napoletana.
Per le esibizioni dal vivo la Villani ingaggia un complesso beat proveniente dalla sua stessa regione, gli Avengers (con Ellade Bandini alla batteria e Ares Tavolazzi al basso), che partecipano spesso anche alle incisioni in sala della Villani; il 1º luglio 1965 esce, sempre per l'etichetta Bluebell, il loro unico 45 giri che diventa la sigla italiana della serie di telefilm Agente speciale. In questo disco, intitolato Avengers (come la band), Carmen compare come voce solista ma non è accreditata in copertina.

### La grande popolarità
Il vero successo arriva con Bada Caterina, scritta dal maestro Armando Trovajoli con un testo di Franco Migliacci. Tratta dalla colonna sonora del film Adulterio all'italiana (1966), con Nino Manfredi e Catherine Spaak, la canzone vince la Caravella d'oro a Bari e arriva in classifica. Nello stesso anno Mille chitarre contro la guerra, brano antimilitarista di Umberto Napolitano, viene lanciato da lei e dall'autore al Festival delle rose che si tiene all'Hotel Hilton di Roma.
Alla fine del 1966 scade il contratto con la Bluebell e Carmen passa alla Fonit Cetra, etichetta vicina alla Rai che le permette finalmente di debuttare al festival di Sanremo con Io per amore, scritta da Pino Donaggio, che diventa un buon successo. La sua vecchia casa discografica, per sfruttare la popolarità dell'artista, pubblica un ultimo 45 giri con Non c'è bisogno di camminare e Se se se, registrate in precedenza ma mai stampate.
Nel 1967 sposa il regista Mauro Ivaldi; in quel momento il marito lavorava per la General Film e stava realizzando alcuni dei più popolari cortometraggi pubblicitari per Carosello. Sempre nel 1967 nasce la loro figlia, Giorgia.
Dopo la prima esperienza del 1967, Carmen Villani partecipa ad altre tre edizioni del Festival: nel 1969 con Piccola piccola (in abbinamento con Alessandra Casaccia), nel 1970 con Hippy (cantata in coppia con Fausto Leali) e nel 1971 con Come stai (presentata insieme all'autore, Domenico Modugno).
Nel 1968 Armando Trovajoli le affida il motivo conduttore di un altro film di successo: Il profeta di Dino Risi, di cui il maestro è autore insieme a Carlo Pes e a Antonio Amurri. Sulla facciata B del singolo è incisa la sigla del programma televisivo Su e Giù presentato da Corrado, Non prenderla sul serio.
Nel 1969 Piccola piccola diventa un successo anche in Giappone, vendendo mezzo milione di copie e vincendo il primo Festival Internazionale della Canzone di Tokyo. Nello stesso anno Carmen Villani partecipa alla Mostra Internazionale di Musica Leggera di Venezia con Se (yes), scritta da Paolo Conte, e incide due canzoni scritte per lei dal maestro Gorni Kramer: Trenta 0233 e Quella strada. Queste due canzoni vengono presentate nel corso dello show televisivo Che domenica amici, in cui Carmen diventa ospite fissa e showgirl a fianco di Raffaele Pisu e Ric e Gian. Nella stagione successiva ripete l'esperienza televisiva con La domenica è un'altra cosa.
Nel 1971 passa alla RCA Italiana, accostandosi alla canzone d'autore: già l'anno prima aveva interpretato L'amore è come un bimbo di Paoli e Bindi, così a Canzonissima di quell'anno presenta la canzone Bambino mio, scritta da Piero Ciampi. Nello stesso anno riceve il Premio simpatia per essersi distinta in campo sociale.
Nel 1972 inizia la registrazione di un intero album scritto dal cantautore livornese, con gli arrangiamenti di Gianni Marchetti, ma il progetto non viene portato a termine per il mancato appoggio della casa discografica.
Carmen incide quindi una canzone scritta da Mogol e Lucio Battisti, Perché dovrei, che viene anche presentata al pubblico durante lo spettacolo Senza rete nel 1973.
Viene invece distribuito su 45 giri un altro brano tratto da una colonna sonora: L'ultimo uomo di Sara, scritto da Ennio Morricone, che fa parte dell'omonimo film diretto da Maria Virginia Onorato.
Dopo avere interpretato con Domenico Modugno la canzone "Come stai" a Sanremo, la cantante decide di ritirarsi dalla carriera discografica.

### La carriera cinematografica

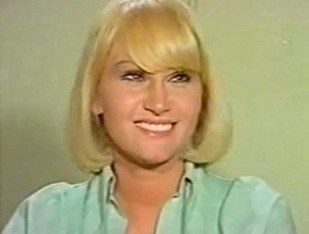
Carmen Villani nel film La supplente, del 1975

Già nel 1962 Carmen Villani aveva partecipato al film Un uomo da bruciare dei fratelli Taviani (la casa discografica della colonna sonora del film, la Bluebell Records, era la stessa della Villani) ma all'inizio degli anni settanta  decide di dedicarsi completamente al cinema, dedicandosi alla cosiddetta commedia sexy all'italiana degli anni '70. Le sue principali concorrenti erano Edwige Fenech, Barbara Bouchet, Gloria Guida e Nadia Cassini. Debutta nel genere nel 1973, nel primo film girato dal marito, il regista Mauro Ivaldi: Brigitte, Laura, Ursula, Monica, Raquel, Litz, Maria, Florinda, Barbara, Claudia e Sofia, le chiamo tutte "anima mia", distribuito nel gennaio 1974 e vince il Premio Totò come miglior commedia, ma la fama le arriva con La supplente di Guido Leoni nel 1975. Recita in altri film del marito: L'amica di mia madre (1975), Ecco lingua d'argento (1976), Grazie tante arrivederci (1977), L'anello matrimoniale (1978).
Gli ultimi film li gira in Spagna: Lady Lucifera, di José Ramón Larraz del 1979, distribuito quasi esclusivamente nel mercato spagnolo, I flirts di Stefania (1983), Una spia innamorata (1984), La sposa allegra (1985), tutti di Augusto Fenollar.
Negli anni novanta decide di ritirarsi. La morte del marito, definito "Oltre che bellissimo era un uomo generoso, per bene e di grande talento", la porta a ritirarsi in campagna, in Emilia dove è nata, per poi spostarsi definitivamente vicino alla figlia.

## Discografia

### Album
- 1966 - Carmen (Bluebell Records, blp38)
- 1971 - Carmen Villani (Cetra, LPP 164)
- 1984 - Anima (Interfonia)
- 1988 - Carmen Villani (Phoenix)
- 1996 - Ti credo (Replay Music) - ristampa album Carmen Villani (1988)
- 1997 - Carmen (On Sale Music - 52-OSM-018) - doppia antologia del periodo Bluebell Records
- 2000 - Carmen Villani (Duck Records) - antologia del periodo Bluebell Records
- 2002 - Mi va di cantare (On Sale Music – 52 OSM 063) - antologia del periodo Cetra
- 2004 - Sensazioni chiare (NAR International) - ristampa album Carmen Villani (1988)
- 2006 - Le più belle canzoni di Carmen Villani (Warner Fonit) - antologia del periodo Cetra

### Singoli
- 1959 - Sul banco di scuola (ho inciso il tuo nome)/I love you=amore (Bluebell Records, bb 3020)
- 1959 - Espada/Jimmy (Bluebell Records, bb 3021)
- 1960 - Tramonto in Canada/La nostra strada (Bluebell Records, bb 3054)
- 1962 - Un domani per noi/T'ho voluto tanto bene (Bluebell Records, bb 3082)
- 1962 - Brucia/Potrai fidarti di me (Bluebell Records, bb 3091)
- 1963 - Lo so/Non verrà da te la felicità (Bluebell Records, bb 3104)
- 1963 - Io sono così/Questa sera (Bluebell Records, bb 3108)
- 1964 - Imparerò a nuotare/Che cosa vuoi farci (Bluebell Records, bb 3123)
- 1964 - Congratulazioni a te/L'amore che mi hai dato (Bluebell Records, bb 3125)
- 1965 - La verità/Baby love (Bluebell Records, bb 3131)
- 1965 - Amerai solo me/Come fai (Bluebell Records, bb 3134)
- 1965 - Io ca te voglio bene/Nun era ammore (Bluebell Records, bb 3142)
- 1966 - Anche se mi vuoi/Passa il tempo (Bluebell Records, bb 3149)
- 1966 - Bada Caterina/Brillo e bollo (Bluebell Records, bb 3155)
- 1966 - Mille chitarre contro la guerra/Ti prego resta accanto a me (Bluebell Records, bb 3161)
- 1967 - Io per amore/Accidenti a te (Fonit Cetra, sp 1325)
- 1967 - Io ho perduto te/Grin Grin (Fonit Cetra, sp 1335)
- 1967 - Non c'è bisogno di camminare/Se se se (Bluebell Records, bb 3188)
- 1968 - Mi va di cantare/Questa sinfonia (Fonit Cetra, sp 1362)
- 1968 - Il profeta/Non prenderla sul serio (Fonit Cetra, sp 1365)
- 1968 - È la vita di una donna/Questa sinfonia (Fonit Cetra, sp 1366)
- 1968 - Per dimenticare/Uno così (Fonit Cetra, sp 1368)
- 1968 - Trenta 0233/Quella strada (Fonit Cetra, sp 1384)
- 1969 - Piccola piccola/Nostra casa disumana (Fonit Cetra, sp 1393)
- 1969 - Viva la vita in campagna/Due viole in un bicchiere (Fonit Cetra, sp 1396)
- 1969 - Quelli belli come noi/Questa sinfonia (Fonit Cetra, sp 1414)
- 1969 - Dang, dang e dang/Se (Yes) (Fonit Cetra, sp 1419)
- 1970 - Hippy/Uomo piangi (Fonit Cetra, sp 1425)
- 1970 - L'amore è come un bimbo/Borsalino (Fonit Cetra, sp 1439)
- 1971 - Come stai/Scusa se...lui (RCA Italiana, PM 3577)
- 1971 - Bambino mio/Una donna sa (RCA Italiana, PM 3621)
- 1973 - Un calcio al cuore/L'ultimo uomo di Sara (RCA Italiana, PM 3705)
- 1984 - L'anima/Che manovre (Interfonia, ITF 4541)

### Partecipazioni
- 1965 - Avengers/Avengers (versione strumentale) (Bluebell Records, bb 3138 - 45 giri inciso dagli Avengers)

## Filmografia
- Un uomo da bruciare, regia di Valentino Orsini e fratelli Taviani (1962)
- Per una valigia piena di donne, regia di Renzo Russo (1964)
- Il profeta, regia di Dino Risi (1968)
- Brigitte, Laura, Ursula, Monica, Raquel, Litz, Maria, Florinda, Barbara, Claudia e Sofia, le chiamo tutte "anima mia", regia di Mauro Ivaldi (1973)
- L'amica di mia madre, regia di Mauro Ivaldi (1975)
- La supplente, regia di Guido Leoni (1975)
- Ecco lingua d'argento, regia di Mauro Ivaldi (1976)
- Lettomania, regia di Vincenzo Rigo (1976)
- Passi furtivi in una notte boia, regia di Vincenzo Rigo (1976)
- La signora ha fatto il pieno, regia di Juan Bosch (1977)
- Grazie tante arrivederci, regia di Mauro Ivaldi (1977)
- L'anello matrimoniale, regia di Mauro Ivaldi (1978)
- La supplente va in città, regia di Vittorio De Sisti (1979)
- Lady Lucifera (Polvos mágicos) regia di José Ramón Larraz (1979)
- I flirts di Stefania, regia di Augusto Fenollar (1983)
- Una spia innamorata, regia di Augusto Fenollar (1984)
- La sposa allegra, regia di Augusto Fenollar (1985)

## Doppiatrici
- Micaela Esdra in L'amica di mia madre, Ecco lingua d'argento
- Rita Savagnone in La supplente
- Vittoria Febbi in Passi furtivi in una notte boia
- Serena Verdirosi in La signora ha fatto il pieno
- Lorenza Biella in La supplente va in città